# مصلحة الجمارك

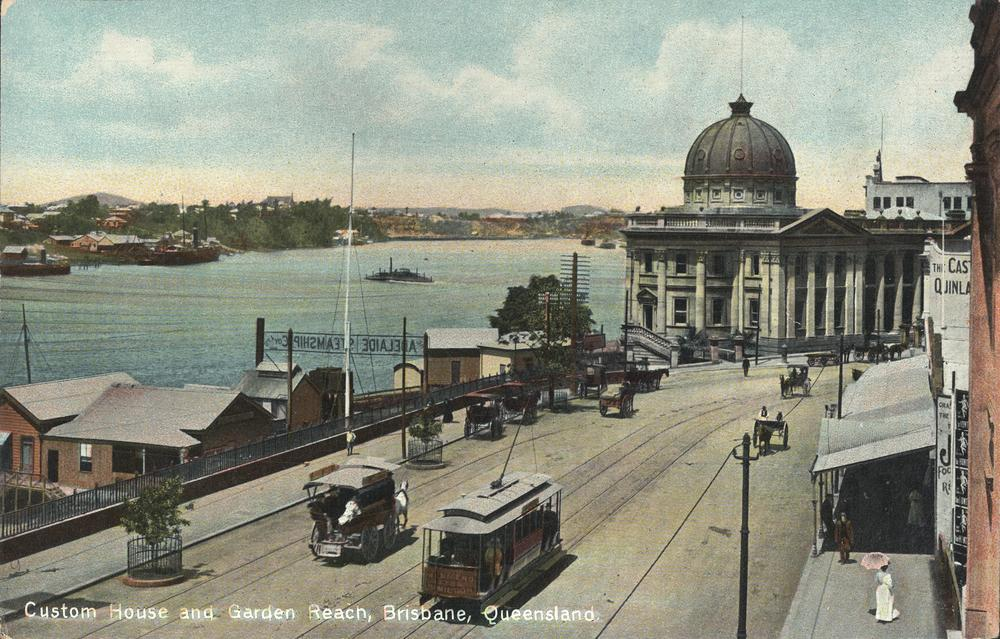
مصلحة الجمارك، بريزبين، أستراليا 1906

مصلحة الجمارك أو المكتب الجمركي هو مبنى يضم مكاتب للموظفين الحكوميين الذين يقومون بإكمال الأعمال الورقية الخاص باستيراد وتصدير البضائع داخل أي دولة وخارجها. كذلك، يقوم موظفو الجمارك بتحصيل الرسوم الجمركية على البضائع المستوردة.
وعادةً ما كان يتم إنشاء مصلحة الجمارك في الموانئ البحرية أو في مدن مطلة على أنهار رئيسية يسهل من خلالها الإبحار للمحيطات. فهذه المدن تعد بمثابة بوابات الدخول إلى أي دولة. وقد كانت الحكومة تقوم بإرسال موظفي الجمارك إلى هذه المناطق لتحصيل الضرائب وتنظيم التجارة.
نتيجة لتقدم أنظمة المعلومات الإلكترونية وزيادة حجم التجارة الدولية وتطور السفر عبر الجو، غالبًا ما تعد فكرة وجود مبانٍ لمصلحة الجمارك الآن نوعًا من المفارقة التاريخية. توجد العديد من المباني حول العالم التي كانت تستخدم فيما سبق كدوائر جمركية، ولكنها تحولت الآن إلى استخدامات أخرى كالمتاحف أو المباني المدنية.
في المملكة المتحدة، ومنذ عام 1386، تم استخدام عبارةالمكتب الجمركي بدلاً من المصطلح مصلحة الجمارك. وكان ذلك عقب تشييد «المكتب الجمركي» في ميناء وول وارف في تاور وارد ليعمل فيه موظفو الجمارك العظمى في وول ووولفيلز. وقد تم استخدام المصطلح (مصلحة الجمارك) على الرغم من أن مصطلح «المكتب الجمركي» في السنوات اللاحقة أصبح يستخدم كذلك كموقع لموظفي الجمارك الآخرين.

## معرض الصور

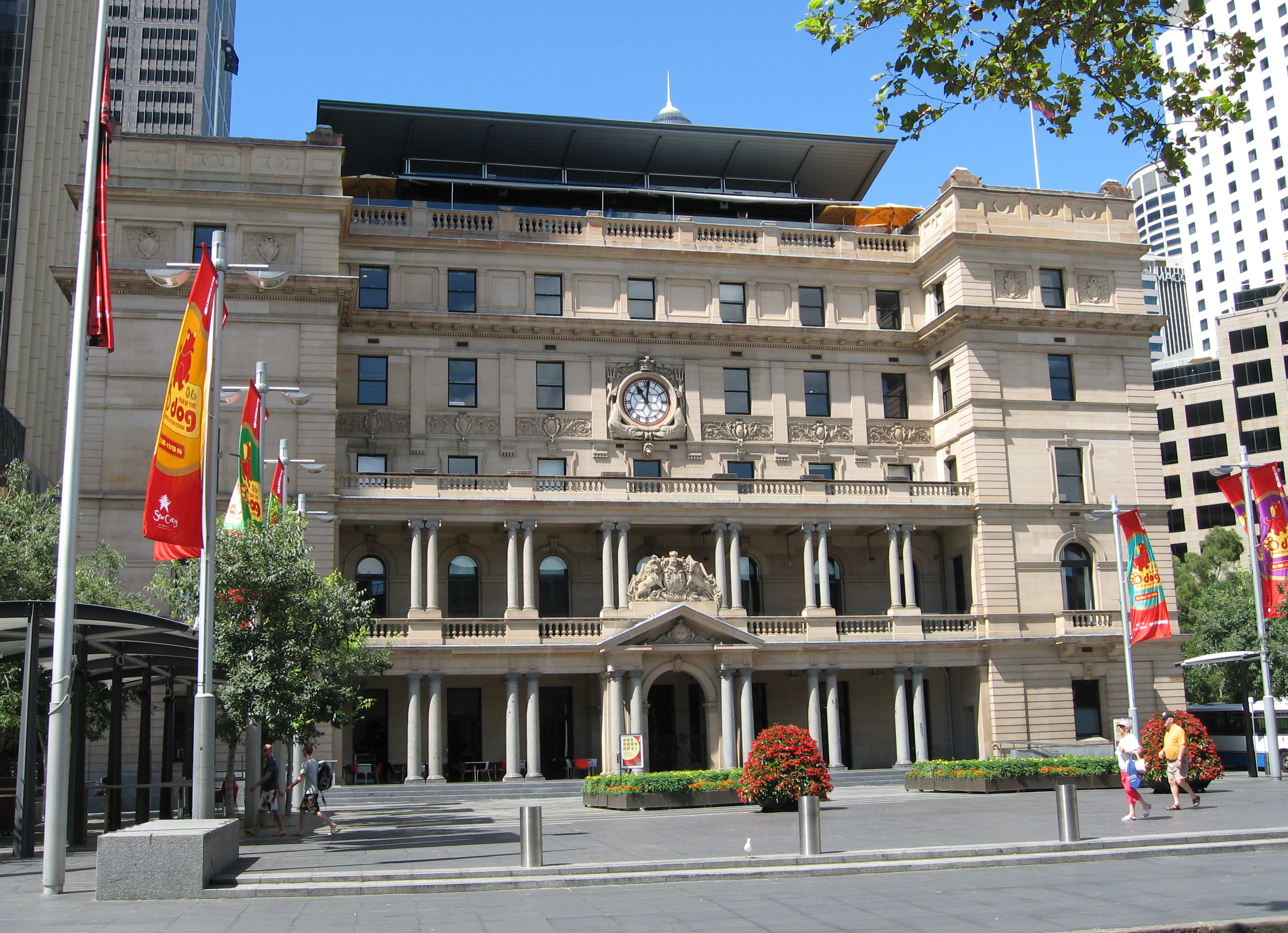
مبنى مصلحة الجمارك، سيدني
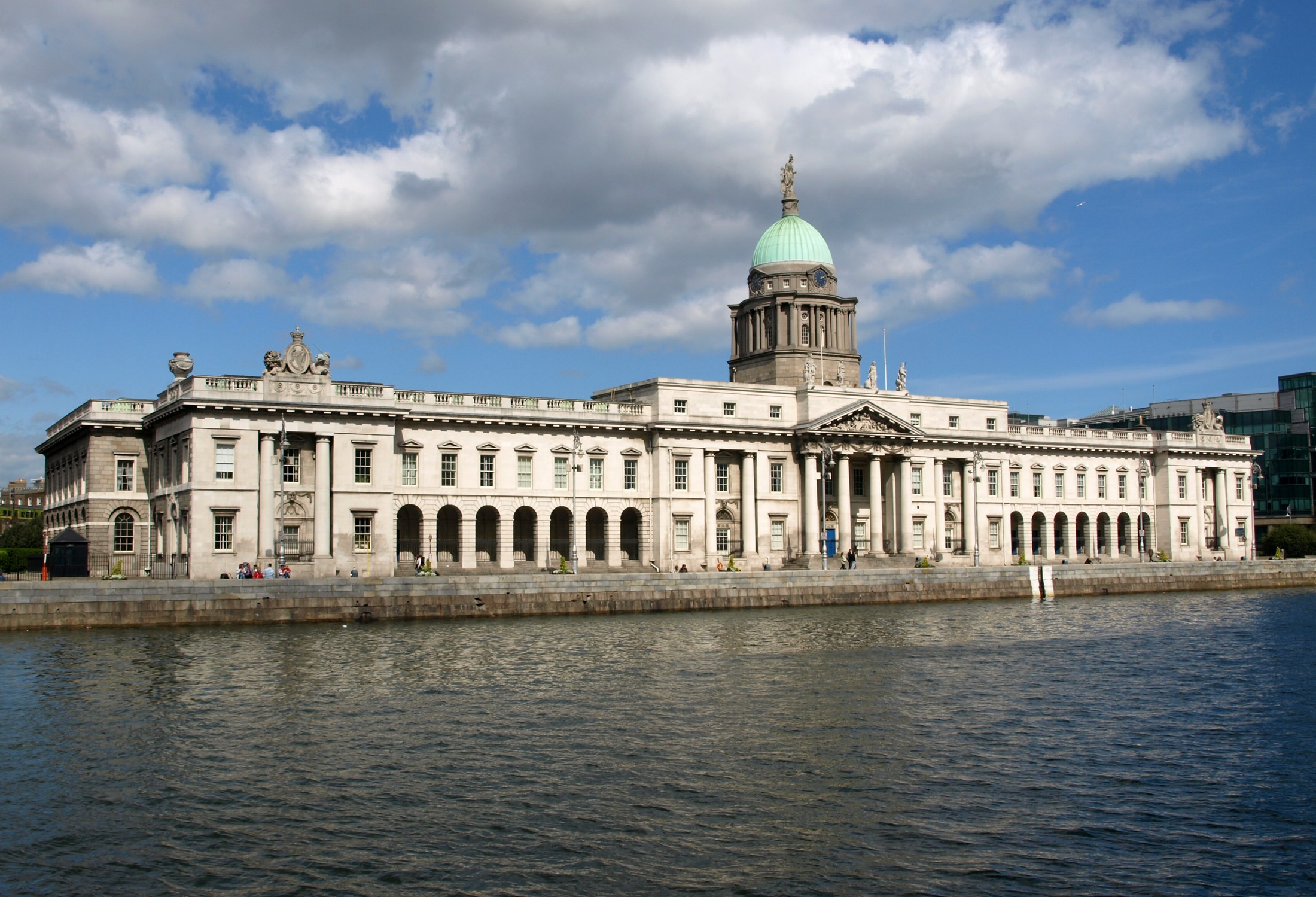
المكتب الجمركي، دبلن
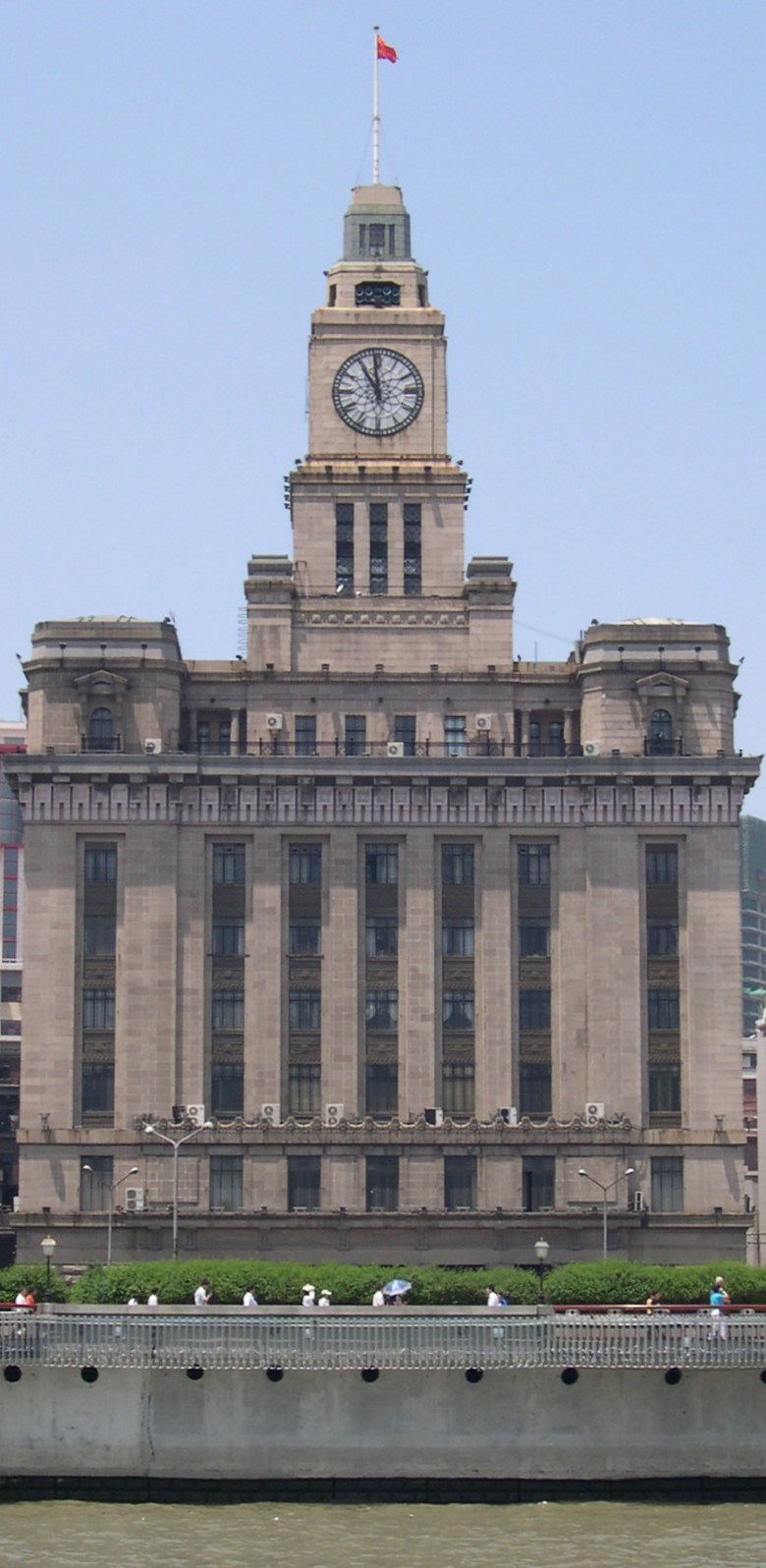
مصلحة الجمارك, شانغهاي
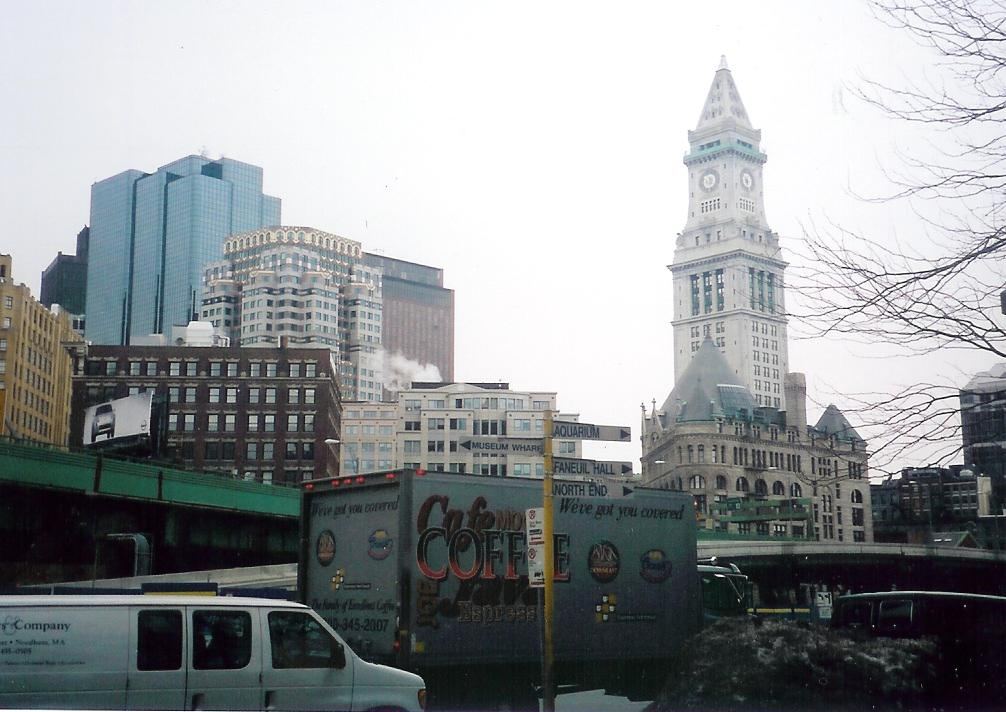
برج المكتب الجمركي، بوسطن
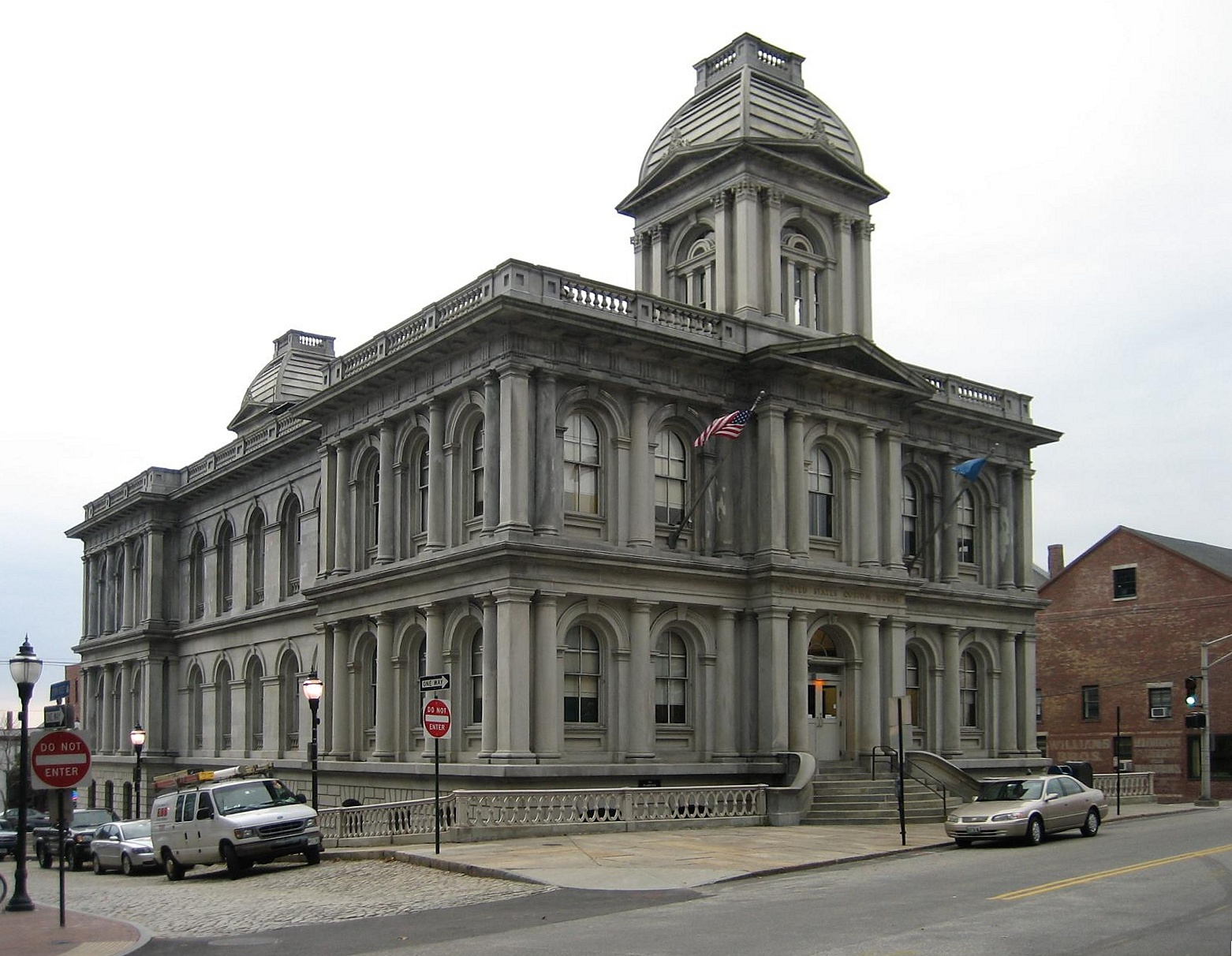
بورتلاند، ولاية ماين
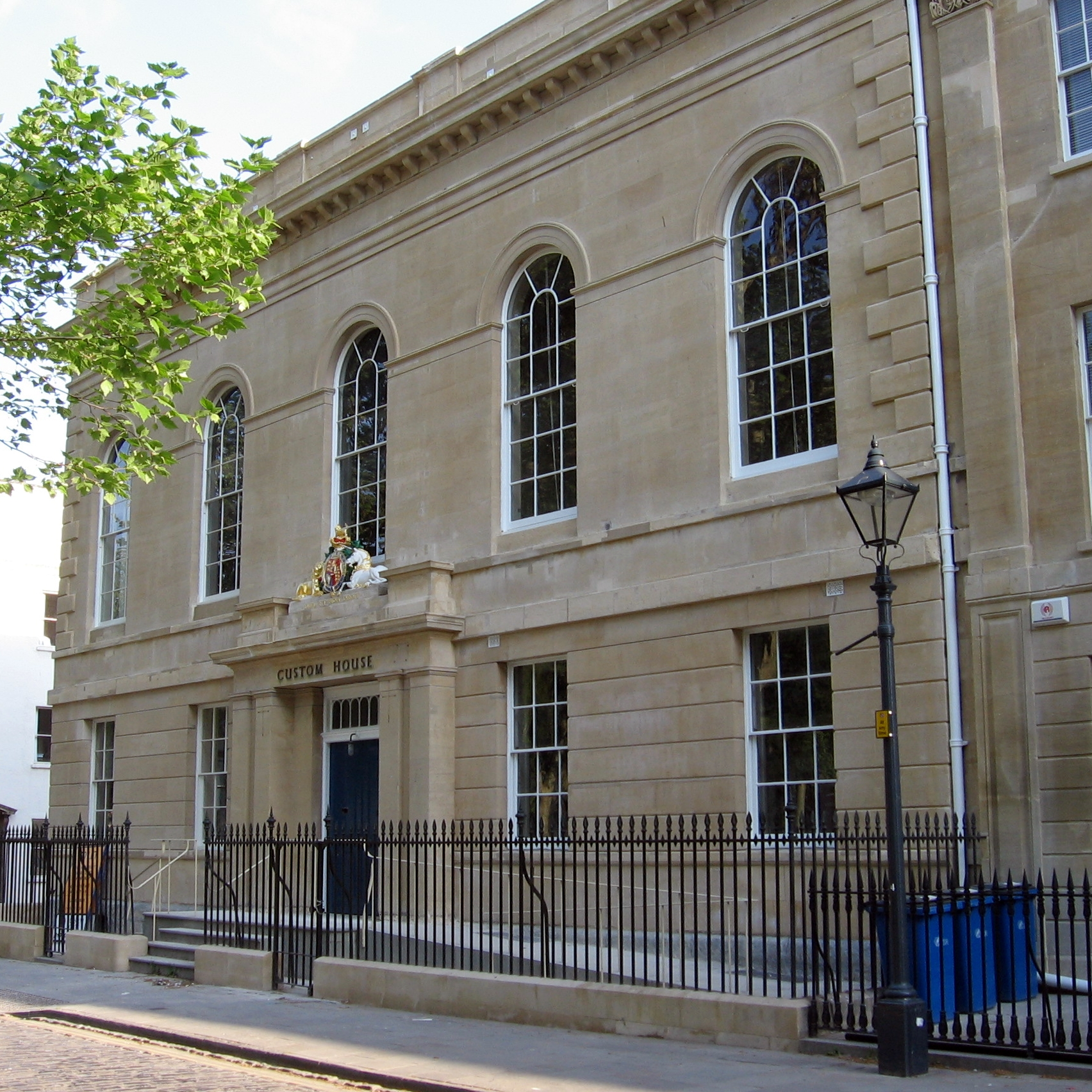
المكتب الجمركي, ميدان الملكة، بريستول
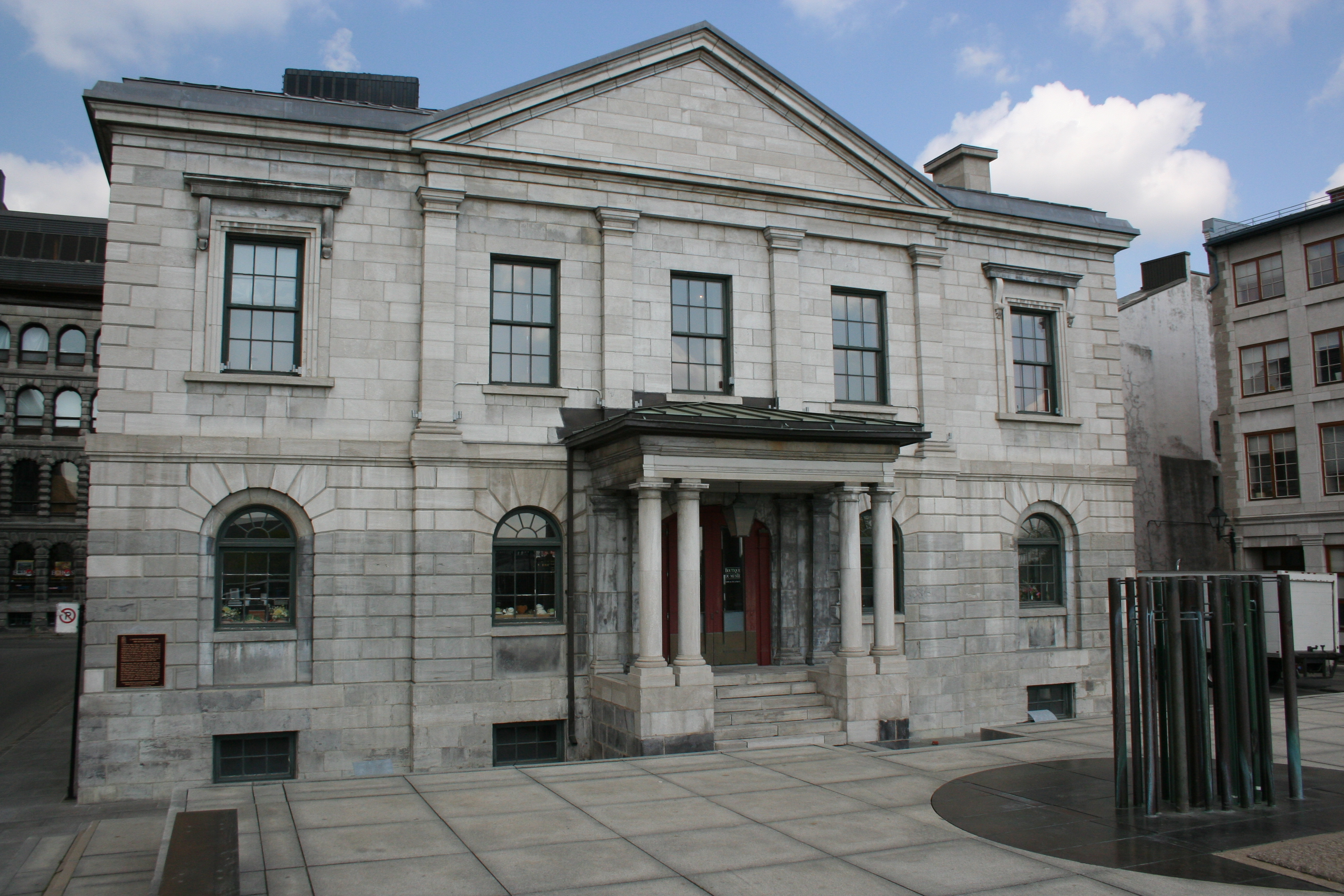
مكتب جمركي قديم، مونتريال
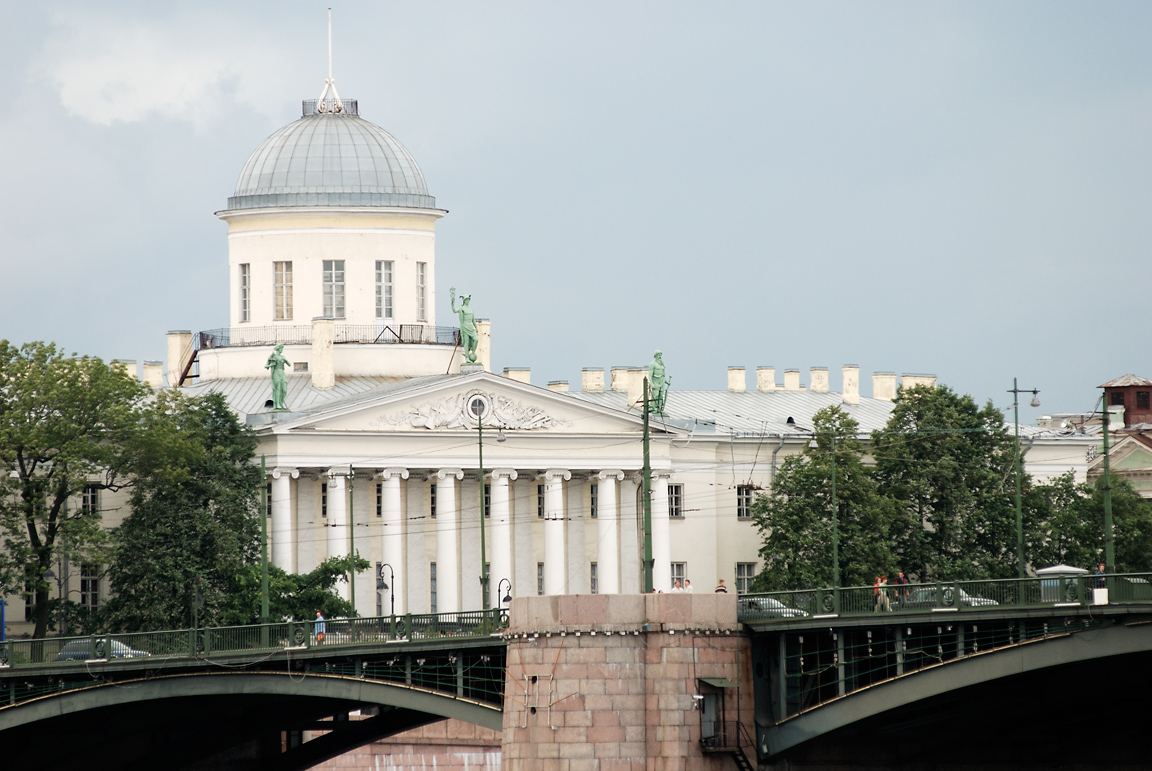
مكتب جمركي، شارع بيتيرسبرج
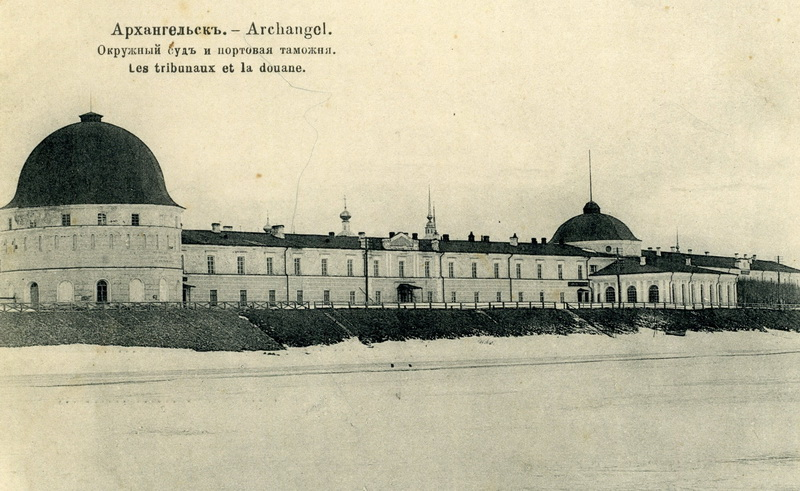
مكتب جمركي، ارخانجيلسك
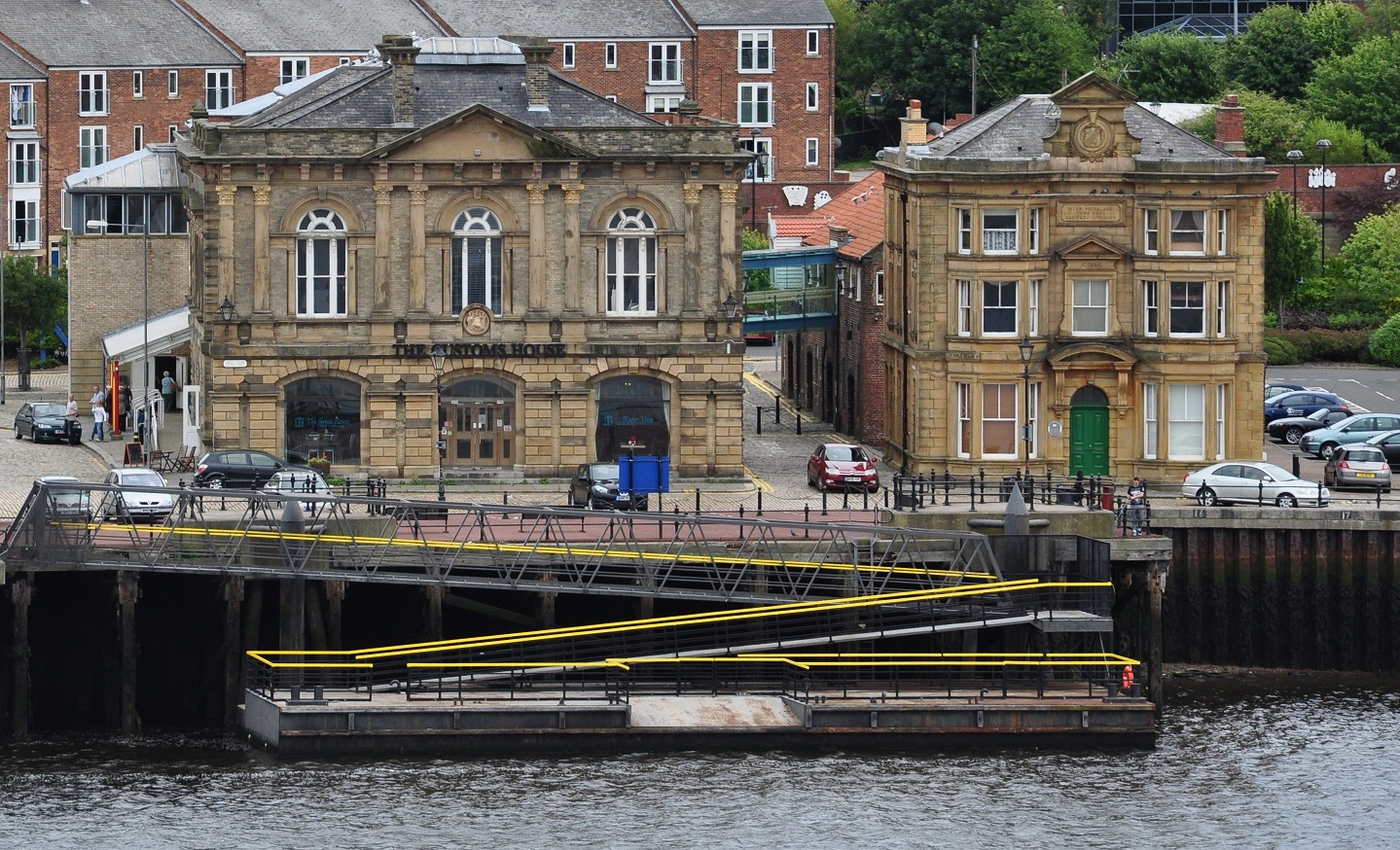
مصلحة الجماركشيلدز الجنوبية، المملكة المتحدة
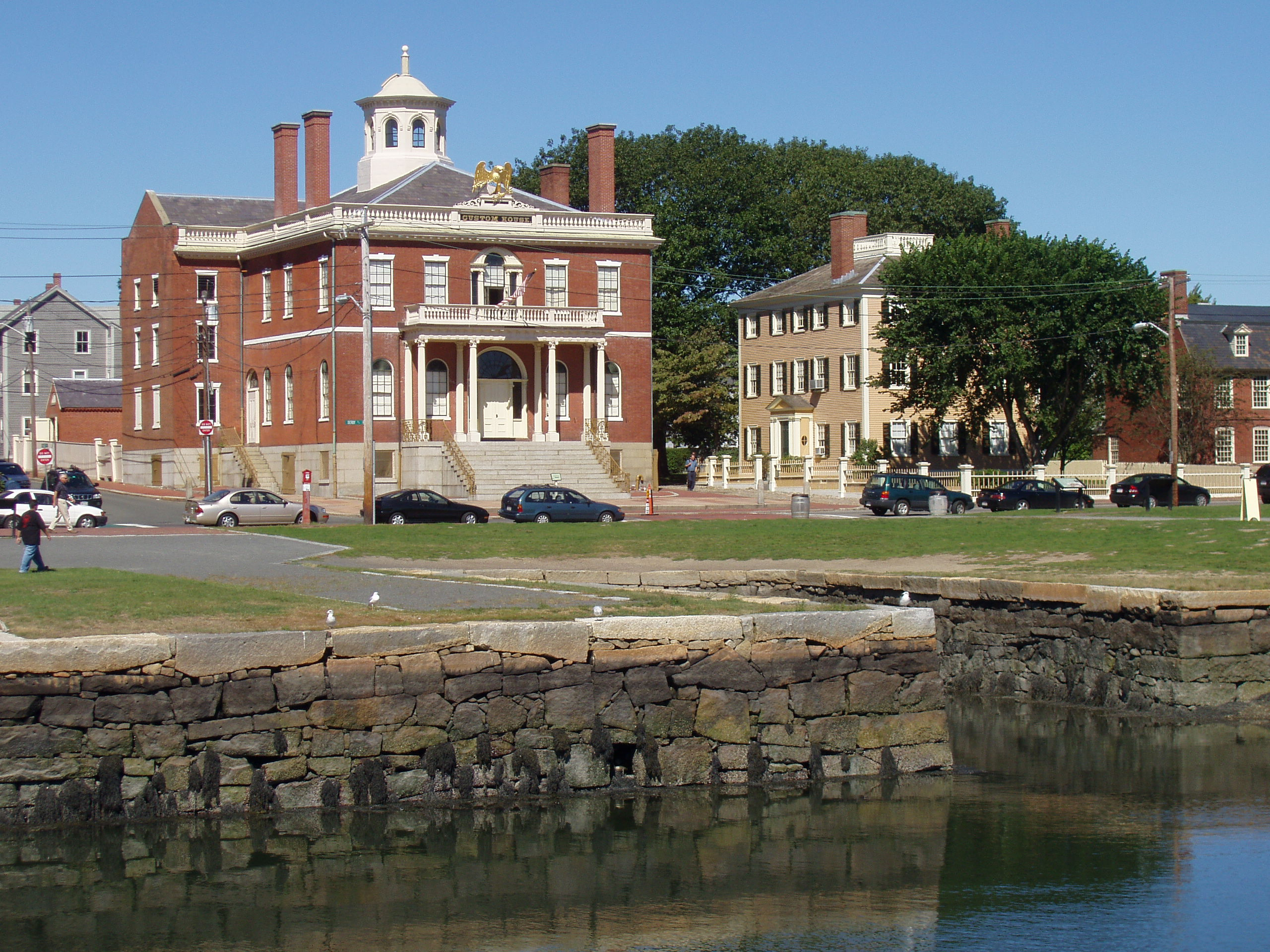
مصلحة الجمارك في موقع سالم التاريخي القومي البحري في سالم، ماساتشوستس

## وصلات خارجية
- Philadelphia Customs House نسخة محفوظة 13 ديسمبر 2007 على موقع واي باك مشين.